# A Kyle, a rejtélyes idegen epizódjainak listája
Ez a cikk a Kyle, a rejtélyes idegen című sorozat epizódjait listázza.

## Évados áttekintés
| Évad | Évad | Epizódok | Eredeti sugárzás | Eredeti sugárzás    | Eredeti adó |
| Évad | Évad | Epizódok | Évadpremier      | Évadfinálé          | Eredeti adó |
| ---- | ---- | -------- | ---------------- | ------------------- | ----------- |
|      | 1    | 10       | 2006. június 26. | 2006. augusztus 28. | ABC Family  |
|      | 2    | 23       | 2007. június 11. | 2008. március 17.   | ABC Family  |
|      | 3    | 10       | 2009. január 12. | 2009. március 16.   | ABC Family  |

## 1. évad (2006)
| Sor. | Év. | Cím                  | Rendező           | Író                                            | Premier             |
| ---- | --- | -------------------- | ----------------- | ---------------------------------------------- | ------------------- |
| 1.   | 1.  | Pilot                | Gil Junger        | Eric Bress és J. Mackye Gruber                 | 2006. június 26.    |
| 2.   | 2.  | Sleepless in Seattle | Mike Rohl         | Eric Tuchman                                   | 2006. július 3.     |
| 3.   | 3.  | The Lies that Bind   | Holly Dale        | Curtis Kheel                                   | 2006. július 10.    |
| 4.   | 4.  | Diving In            | Mike Rohl         | Julie Plec                                     | 2006. július 17.    |
| 5.   | 5.  | This is Not a Test   | Pat Williams      | Bryan M. Holdman                               | 2006. július 24.    |
| 6.   | 6.  | Blame it on the Rain | Michelle MacLaren | Elle Triedman                                  | 2006. július 31.    |
| 7.   | 7.  | Kyle Got Game        | Pat Williams      | Steven Lilien és Bryan Wynbrandt               | 2006. augusztus 7.  |
| 8.   | 8.  | Memory Serves        | Guy Norman Bee    | Michael Oates Palmer                           | 2006. augusztus 14. |
| 9.   | 9.  | Overheard            | Michael Robison   | Eric Tuchman, Steven Lilien és Bryan Wynbrandt | 2006. augusztus 21. |
| 10.  | 10. | Endgame              | Michael Robison   | Julie Plec és Bryan M. Holdman                 | 2006. augusztus 28. |

## 2. évad (2007-2008)
| Sor. | Év. | Cím                                         | Rendező         | Író                                     | Premier             |
| ---- | --- | ------------------------------------------- | --------------- | --------------------------------------- | ------------------- |
| 11.  | 1.  | The Prophet                                 | Michael Robison | Eric Tuchman                            | 2007. június 11.    |
| 12.  | 2.  | The Homecoming                              | Pat Williams    | Tommy Thompson                          | 2007. június 18.    |
| 13.  | 3.  | The List is Life                            | Pat Williams    | Julie Plec                              | 2007. június 25.    |
| 14.  | 4.  | Balancing Act                               | Michael Robison | Steven Lilien és Bryan Wynbrandt        | 2007. július 2.     |
| 15.  | 5.  | Come to Your Senses                         | Morgan Beggs    | Chad Fiveash és James Patrick Stoteraux | 2007. július 9.     |
| 16.  | 6.  | Does Kyle Dream of Electric Fish?           | Chris Grismer   | R.P. Gaborno és Chris Hollier           | 2007. július 16.    |
| 17.  | 7.  | Free To Be You and Me                       | Guy Norman Bee  | Julie Plec                              | 2007. július 23.    |
| 18.  | 8.  | What's the Frequency, Kyle?                 | Chris Grismer   | Steven Lilien és Bryan Wynbrandt        | 2007. július 30.    |
| 19.  | 9.  | Ghost in the Machine                        | Guy Norman Bee  | Eric Bress és J. Mackye Gruber          | 2007. augusztus 6.  |
| 20.  | 10. | House of Cards                              | Pat Williams    | Chad Fiveash és James Patrick Stoteraux | 2007. augusztus 13. |
| 21.  | 11. | Hands on a Hybrid                           | Rachel Talalay  | Bryan M. Holdman                        | 2007. augusztus 20. |
| 22.  | 12. | Lockdown                                    | Michael Robison | Charley Dane és Julie Plec              | 2007. augusztus 27. |
| 23.  | 13. | Leap of Faith                               | Rachel Talalay  | Eric Tuchman                            | 2007. szeptember 3. |
| 24.  | 14. | To C.I.R., With Love                        | Guy Norman Bee  | Chad Fiveash és James Patrick Stoteraux | 2008. január 14.    |
| 25.  | 15. | The Future's So Bright, I Gotta Wear Shades | Chris Grismer   | Steven Lilien és Bryan Wynbrandt        | 2008. január 21.    |
| 26.  | 16. | Great Expectations                          | John Kretchmer  | Bryan M. Holdman                        | 2008. január 28.    |
| 27.  | 17. | Grounded                                    | Michael DeCarlo | R.P. Gaborno és Chris Hollier           | 2008. február 4.    |
| 28.  | 18. | Between The Rack and a Hard Place           | James Head      | Chad Fiveash és James Patrick Stoteraux | 2008. február 11.   |
| 29.  | 19. | First Cut Is the Deepest                    | Michael Robison | David A. Weinstein                      | 2008. február 18.   |
| 30.  | 20. | Primary Colors                              | Peter DeLuise   | Bryan M. Holdman                        | 2008. február 25.   |
| 31.  | 21. | Grey Matters                                | Michael Robison | Eric Tuchman                            | 2008. március 3.    |
| 32.  | 22. | Hello...                                    | Peter DeLuise   | Michael Berns                           | 2008. március 10.   |
| 33.  | 23. | I've Had the Time of My Life                | Michael Robison | Julie Plec                              | 2008. március 17.   |

## 3. évad (2009)
| Sor. | Év. | Cím                          | Rendező         | Író                              | Premier           | Nézettség   |
| ---- | --- | ---------------------------- | --------------- | -------------------------------- | ----------------- | ----------- |
| 34.  | 1.  | It Happened One Night        | Chris Grismer   | Eric Tuchman                     | 2009. január 12.  | 1,50 millió |
| 35.  | 2.  | Psychic Friend               | Michael Robison | Julie Plec                       | 2009. január 19.  | 1,43 millió |
| 36.  | 3.  | Electric Kiss                | Chris Grismer   | Gayle Abrams                     | 2009. január 26.  | 1,24 millió |
| 37.  | 4.  | In the Company of Men        | Guy Norman Bee  | Daniel Arkin                     | 2009. február 2.  | 1,11 millió |
| 38.  | 5.  | Life Support                 | Michael Robison | Bryan M. Holdman                 | 2009. február 9.  | 1,37 millió |
| 39.  | 6.  | Welcome to Latnok            | Guy Norman Bee  | R.P. Gaborno és Chris Hollier    | 2009. február 16. | 1,28 millió |
| 40.  | 7.  | Chemistry 101                | James Head      | Steven Lilien és Bryan Wynbrandt | 2009. február 23. | 1,24 millió |
| 41.  | 8.  | Tell-Tale Heart              | Peter DeLuise   | Gayle Abrams és Brian Ridings    | 2009. március 2.  | 1,30 millió |
| 42.  | 9.  | Guess Who's Coming to Dinner | James Head      | Daniel Arkin és Andrea Conway    | 2009. március 9.  | 1,28 millió |
| 43.  | 10. | Bringing Down the House      | Peter DeLuise   | Julie Plec és Brian Young        | 2009. március 16. | 1,66 millió |